# مانتی نورمن
مانتی نورمن (انگلیسی: Monty Norman؛ زادهٔ ۴ آوریل ۱۹۲۸ – درگذشتهٔ ۱۱ ژوئیهٔ ۲۰۲۲) یک خواننده و آهنگساز موسیقی فیلم بریتانیایی بود. وی از سال ۱۹۵۸ تا ۲۰۲۲ میلادی مشغول فعالیت بود.
علت شهرت او، ساختن موسیقی متن مشهور مجموعه فیلم‌های «جیمز باند» است.
از فیلم‌ها یا مجموعه‌های تلویزیونی که وی در آن‌ها نقش داشته‌است می‌توان به روزی که زمین آتش گرفت اشاره نمود.

## زندگی‌نامه
نورمن در ۴ آوریل ۱۹۲۸ در استپنی در شرق لندن به دنیا آمد. پدرش، آبراهام، یک کابینت ساز بود که در کودکی از لتونی به بریتانیا مهاجرت کرد. مادرش، آن (برلین) یک خیاط بود.

## زندگی شخصی و مرگ
نورمن در سال ۱۹۵۶با دایانا کوپلند ازدواج کرد. آنها با هم صاحب یک دختر شدند. آنها در نهایت در سال ۱۹۷۵ طلاق گرفتند. او بعداً در سال ۲۰۰۰یا ۲۰۰۱ با رینا سزاری ازدواج کرد. آنها تا زمان مرگ با هم بودند. او یک یهودی کنیسه یهودیان لیبرال بود
نورمن در ۱۱ ژوئیه ۲۰۲۲در بیمارستانی در اسلاو درگذشت. او درهنگام مرگ ۹۴ سال داشت، وی مدتی پیش از مرگش از یک بیماری کوتاه مدت نامشخص رنج می‌برد.